# أبسلي شيري جيرارد
أبسلي جيرارد (بالإنجليزية: Apsley Cherry-Garrard)‏ أبسلي جورج بينيت الكرز جيرارد (18 مايو 1959 - 2 يناير 1886)كان المستكشف الإنجليزي للقارة القطبية الجنوبية. وكان أحد الناجين من بعثة تيرا نوفا أسوأ رحلة في العالم وأحد الشهود عليها, ولد في لانسداون بيدفورد، تلقى تعليمه في كلية وينشستر وكنيسة المسيح في أكسفورد حيث درس الكلاسيكيات والتاريخ الحديث. تم تغيير اسم عائلته من الكرز للكرز جيرار.

## روابط خارجية
- أبسلي شيري جيرارد على موقع IMDb (الإنجليزية)